# Щицьонек
Щицьонек (пол. Szczycionek, нім. Waldsee) — село в Польщі, у гміні Щитно Щиценського повіту Вармінсько-Мазурського воєводства.
Населення — 216 осіб (2011).
У 1975-1998 роках село належало до Ольштинського воєводства.

## Демографія
Демографічна структура станом на 31 березня 2011 року:
|          | Загалом | Допрацездатний вік | Працездатний вік | Постпрацездатний вік |
| -------- | ------- | ------------------ | ---------------- | -------------------- |
| Чоловіки | 114     | 28                 | 77               | 9                    |
| Жінки    | 102     | 35                 | 59               | 8                    |
| Разом    | 216     | 63                 | 136              | 17                   |